# Église de San Giovanni Domnarum
L'église San Giovanni Domnarum est l'une des plus anciennes de Pavie et fait partie d'un complexe médiéval plus vaste comprenant l'église elle-même, le clocher et la crypte.

## Histoire
L'église a été fondée (sur les vestiges d'un bain romain) vers l'an 654 à la demande de Gondeberge, épouse de Rothari et Arioald et fille de la reine Théodelinde de Bavière et Agilulf pour accueillir son enterrement ou pour être le siège de la source. de femmes, d'où le titre de saint Jean-Baptiste et la spécification domnarum (c'est-à-dire « de femmes »). La question demeure de savoir si le mari de Gondeberge a également été enterré dans l'église : Rothari, selon certaines hypothèses, a été enterré dans la basilique de San Giovanni Battista à Monza, tandis que des études plus récentes proposent l'église de San Giovanni Domnarum ou l'église de San Giovanni in Borgo, également à Pavie,.
Il s'agit probablement de la première église catholique érigée par les rois lombards dans la ville de Pavie. L'église a joué un rôle de premier plan dans le panorama de la ville jusqu'à l'an 1000 environ, grâce également à la dotation patrimoniale qui lui avait été attribuée par le fondateur.
Entre le IXe et le Xe siècle, une série abondante de diplômes impériaux ont été délivrés pour l'église, dans lesquels la fondation de Gondeberge est mentionnée, tandis que dans un acte de l'évêque de Pavie Bernard I de 1129, les messes "pro anima" de la reine Gondeberge sont attestés, ils étaient encore célébrés dans l'église.
En 1611, le prévôt Torriani, désireux d'adapter l'édifice roman aux nécessités liturgiques issues du Concile de Trente, entreprit des interventions constructives qui influencèrent fortement l'aspect de l'édifice : les trois nefs furent partiellement démolies et l'église devint une salle unique, avec chapelles latérales. Au lieu de cela, la crypte et le clocher sont restés intacts.

## Architecture
L'édifice du XVIIe siècle comporte une salle unique, avec des chapelles latérales et un chœur carré. La façade, quant à elle, remonte au XVe siècle et présente dans la bande centrale une rosace en terre cuite placée entre deux autres rosaces en pointe.
Le puissant clocher date du milieu du XIe siècle. La construction utilise divers matériaux d'origine romaine à visée décorative, en particulier dans la partie adjacente au beffroi et, suivant un modèle très courant à Pavie et à Milan, elle présente des arcs suspendus, des fenêtres simples et à meneaux dans la partie terminale.
La construction de la crypte remonte probablement à une période qui va du milieu du Xe au début du siècle suivant. Il se développe entièrement sous le plancher actuel de l'église et on y accède par un escalier dont on descend, du côté nord de la nef de l'église. En raison des interventions promues en 1611, la crypte a été fermée et n'a été utilisée que comme ossuaire.

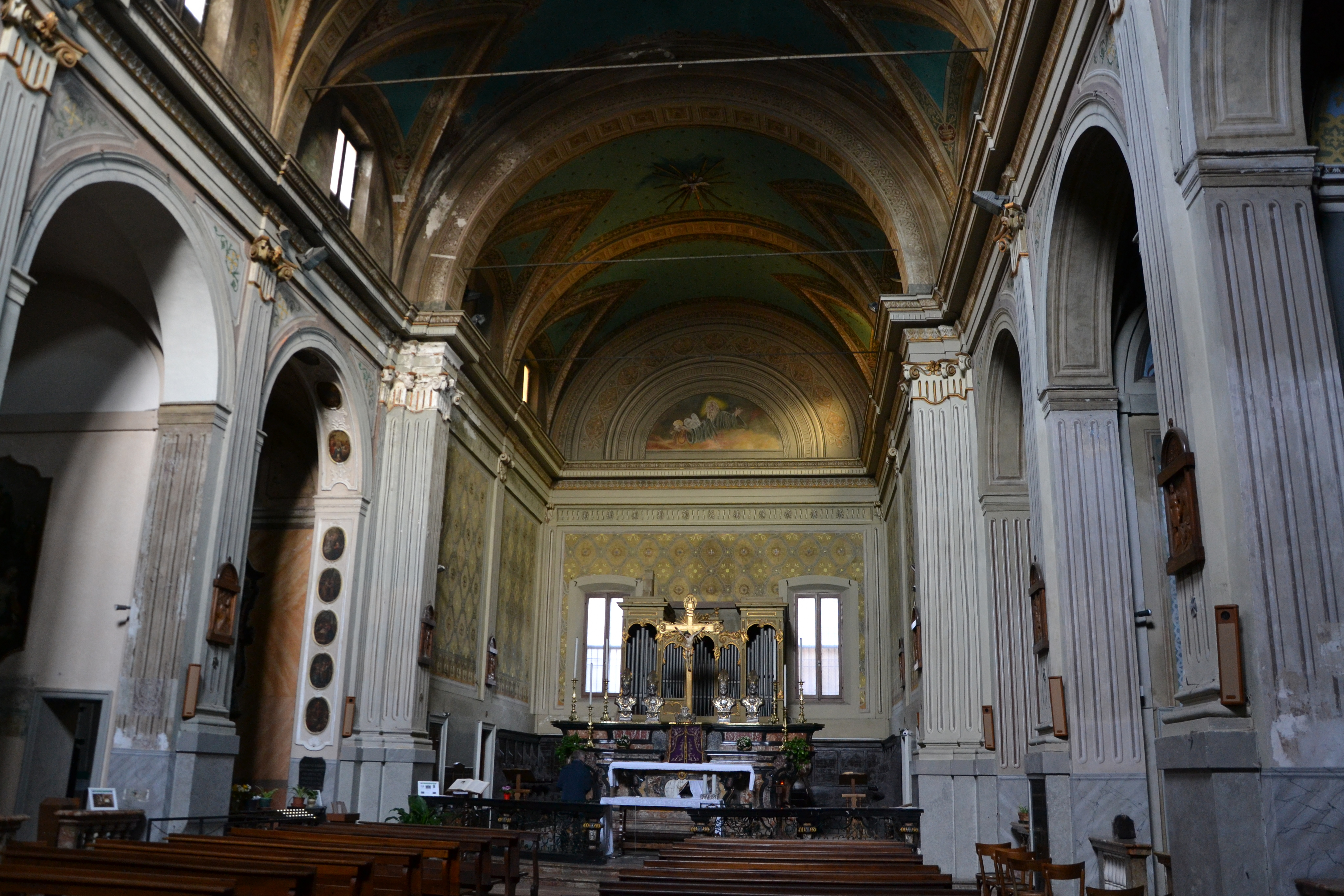
L'intérieur de l'église.
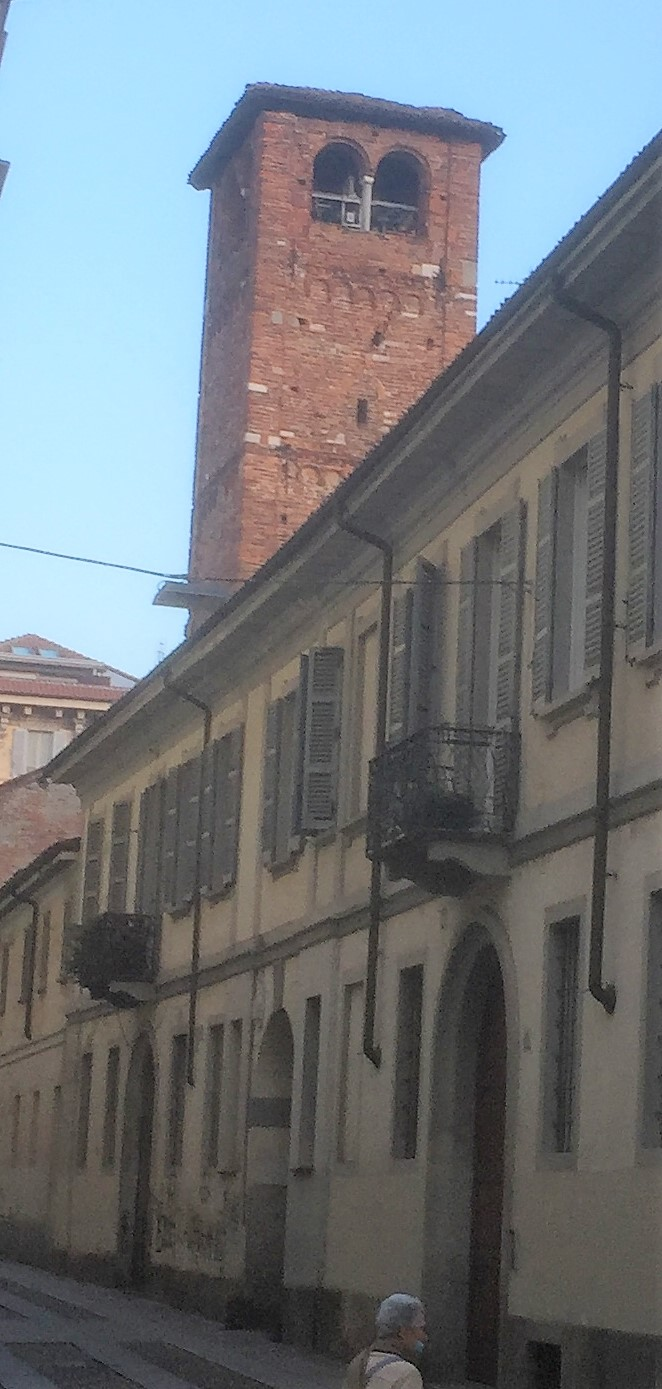
Le clocher, XIe siècle.
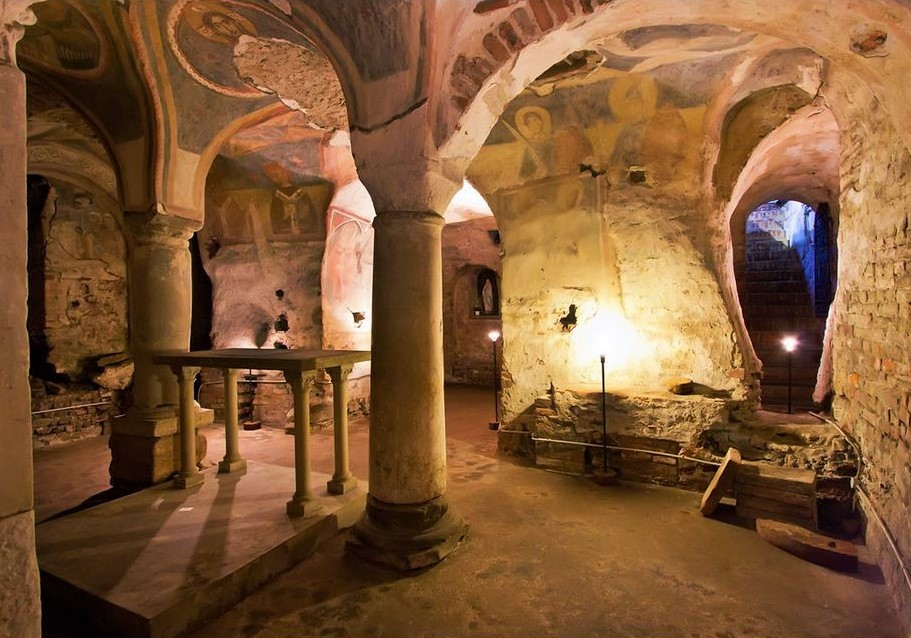
La crypte.
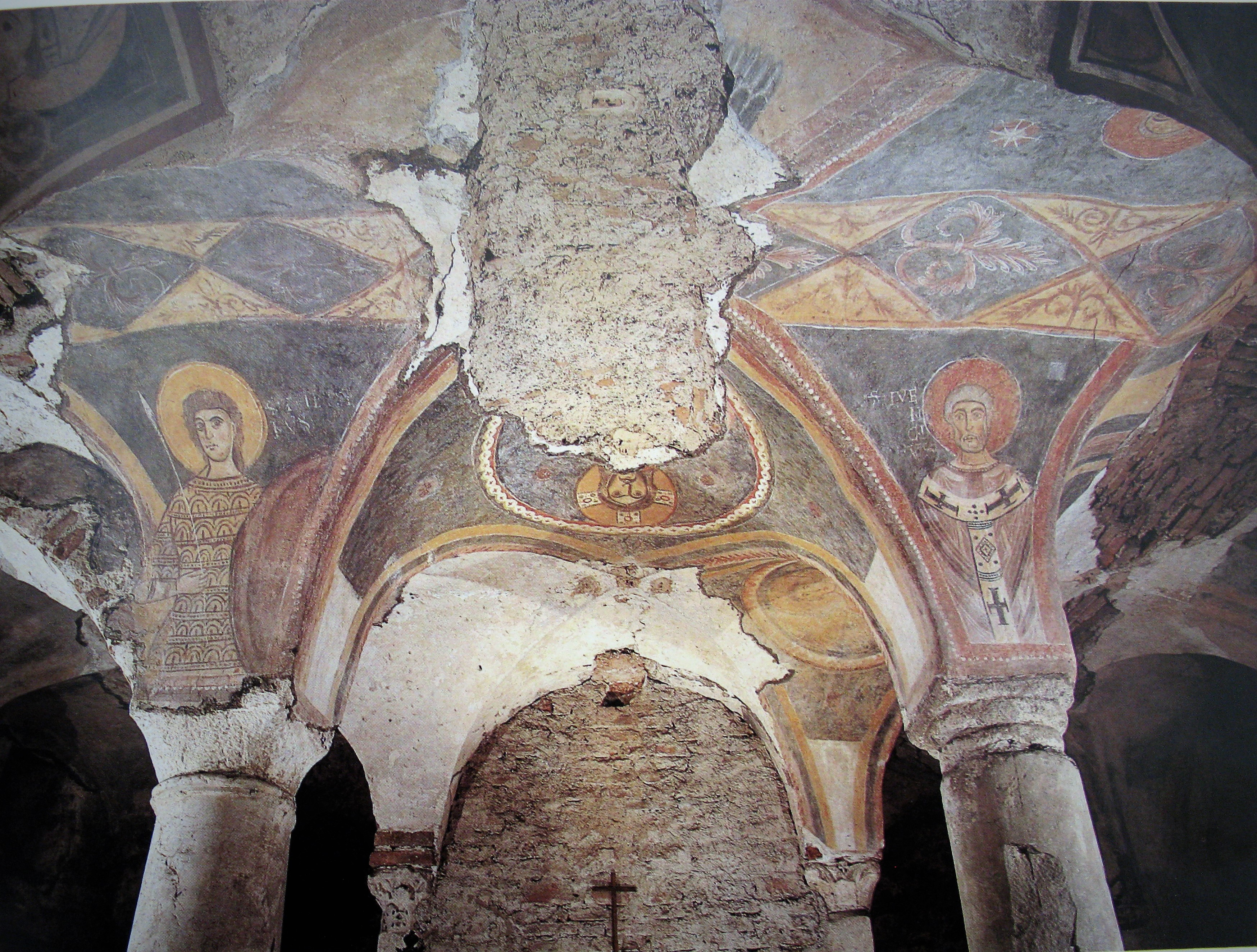
Fresques de la crypte (XIIe siècle).

La plupart des supports sont de forme trapézoïdale sans chapiteaux ni étagères. En revanche, les deux colonnes qui encadrent l'autel portent des chapiteaux nus, les uns d'époque romaine, les autres lombards. Les fresques (datées du XIIe siècle) représentent pour la plupart des saints locaux ; il y a une scène de la vie du Baptiste, très compromise. Sur le pilier droit sont représentés Saint Syrus et Saint Grégoire Ier, tenant un volume à la main. Sur le petit pilier devant Saint Syrus, il y a la figure de Saint Inventius, le deuxième évêque de la ville.
La découverte de la crypte, qui avait été enterrée pendant des siècles et réduite à un cimetière, a eu lieu le 18 avril 1914 grâce à l'initiative de Faustino Gianani qui, suivant les indications de nombreuses sources historiques, a fait creuser un tunnel depuis le cour derrière.
Lors des travaux qui ont suivi la découverte, le niveau du pavage d'origine n'a pas été reconnu parmi les débris et a été enlevé. Par conséquent, le niveau actuel est inférieur à celui d'origine et correspond à celui de l'environnement thermal romain, où se trouvait l'hypocauste du caldarium romain (utilisé plus tard au Moyen Âge comme carrière de briques et de matériaux de construction).